# 東京スカイツリー受信確認テスト
『東京スカイツリー受信確認テスト』（とうきょうスカイツリーじゅしんかくにんテスト）とは、関東1都6県エリアのNHKおよび民放6局による地上デジタル放送の東京スカイツリーへの放送電波塔移転にあたり、実際に受信状態を確認する目的をもって放送されていたテレビ番組である。
本項目では、各チャンネルはリモコンキーID順に記載する。

## 概要
2012年12月22日（以下JST）からNHK東京（総合・Eテレ）、日本テレビ、テレビ朝日、TBSテレビ、テレビ東京、フジテレビの関東ローカル合計6社7チャンネルで一斉に放送されたミニ番組である。
この送信所移転とは本来関係のないNHK水戸・宇都宮・前橋の各放送局でも、Eテレや民放各局の受信確認を促すために本番組が放送された。

### 注意事項
NHKを含む、前述の7チャンネル全てについて受信確認が求められる。放送の送信地点が変更されるだけであり、送信チャンネルの変更はない。
前述の7チャンネル以外の局については移転状況が異なる。ケーブルテレビや光放送などによる再放送（再送信）を受信している場合は、基本的には視聴者での対策は不要である（再放送事業者で対応する）。

## 番組内容
東京タワー発信の放送波による冒頭説明に続き、東京スカイツリー発信の放送波に切り替えて下記一定時間テスト送信後、再度東京タワー発信の放送波へ復帰する。本番組が放送される全7チャンネルで良好な受信状態が確認できない場合、専用コールセンターへ問い合わせる旨アナウンスされる。
- 土曜版 - 独立番組として実施していた。番組は早朝版は2分間（4:58 - 5:00で固定）でテスト電波送信は30秒間、夕方版は1分間（17:29 - 17:30で固定）でテスト電波送信は10秒間であった。
- 拡大版 - 通常番組放送中に実施していた。電波切り替えの前後、それぞれ1分間L字型画面で案内し、その間の時間でテスト電波送信を行っていた（例：1時間の場合、テスト電波送信は58分間）[2][3][4][5][6][7][8]。
- 『東京スカイツリー録画確認テスト』[9]

2013年2月18日 3:08 - 3:27の間に実施。3:05 - 3:30の25分間、全チャンネルで送信されていた東京スカイツリーからの試験電波（カラーバー動画、NHK2波は該当時間のみフィラー映像）をリモコンキーID順に1分間ずつ予約録画することにより、全チャンネルの受信確認を一晩で行うことができた。録画予約時間は以下の通り。
- NHK東京総合 - 3:08 - 3:09
- NHK東京Eテレ - 3:11 - 3:12
- 日本テレビ - 3:14 - 3:15
- テレビ朝日 - 3:17 - 3:18
- TBSテレビ - 3:20 - 3:21
- テレビ東京 - 3:23 - 3:24
- フジテレビ - 3:26 - 3:27

## 放送時間
いずれも対象となる7チャンネルで同時刻放送。
- 土曜版
  - 2012年12月22日 - 2013年3月30日[12] - 毎週 4:58 - 5:00
  - 2013年2月2日[13] - 23日 - 毎週 17:29 - 17:30
- 拡大版（いずれも通常番組放送中に実施）
  - 2013年
    - 3月
      - 4日、5日、7日 - 18:35 - 18:40
      - 13日 - 15日 - 8:35 - 8:40
      - 16日 - 14:00 - 15:00[14]
      - 19日 - 23:35 - 23:40
      - 20日 - 16:00 - 17:00
      - 23日 - 10:00 - 11:00、18:00 - 19:00、23:35 - 23:40
      - 24日 - 8:00 - 9:00
      - 28日 - 22:00 - 22:30
      - 31日 - 20:00 - 21:00[14]

    - 4月
      - 3日 - 5日 - 12:35 - 12:40、18:35 - 18:40
      - 8日 - 12日、19日 - 8:35 - 8:40、12:35 - 12:40、18:35 - 18:40
      - 13日 - 10:00 - 11:00、18:00 - 19:00、23:46 - 23:51
      - 15日 - 18日 - 12:35 - 12:40、18:35 - 18:40[15]
      - 20日、27日 - 9:00 - 10:00、17:00 - 18:00
      - 21日、28日 - 8:00 - 9:00、13:00 - 14:00
      - 22日 - 26日 - 8:35 - 8:40、12:35 - 12:40
      - 29日、30日 - 12:35 - 12:40

    - 5月
      - 1日 - 3日 - 12:35 - 12:40
      - 4日、11日 - 9:00 - 10:00、17:00 - 18:00
      - 5日、12日 - 8:00 - 9:00、13:00 - 14:00
      - 7日 - 10日、13日、17日、20日、22日、23日 - 8:35 - 8:40、12:35 - 12:40
      - 14日 - 9:00 - 12:00
      - 15日 - 8:35 - 8:40、18:36 - 18:39[16]
      - 16日 - 8:35 - 8:40、12:36 - 12:39[17]
      - 18日、21日 - 9:00 - 15:00
      - 19日 - 13:00 - 14:00
      - 24日、26日、28日 - 9:00 - 19:00
      - 25日 - 9:00 - 10:00

## 出演者
- 鈴木奈穂子（NHK東京）
- 水卜麻美（日本テレビ）
- 堂真理子（テレビ朝日）
- 出水麻衣（TBSテレビ）
- 相内優香（テレビ東京）
- 秋元優里（フジテレビ・当時アナウンサー。2019年7月1日から総合コンテンツセンター総合コンテンツ部へ移動）

NHKの鈴木は担当番組の関係から続投だが、地上デジタル放送推進大使任務が長期間となったため民放は総入れ替えとなった。